# Blondes Have More Guns
Blondes Have More Guns è un film del 1995, diretto da George Merriweather, prodotto dalla Troma. Si tratta di una parodia di Basic Instinct e di altri sexy-thriller in voga agli inizi degli anni novanta.

## Trama
Una misteriosa bionda uccide durante un rapporto sessuale il suo partner, con l'ausilio di una sega elettrica. Il poliziotto Harry Bates, alquanto imbranato, e il collega Dick Smoker indagano sul caso.
La prima sospettata è Montana Beaver-Shotz. Il detective Bates si innamora di lei e scopre che ella ha una sorella che si comporta in modo ambiguo, Dakota Bever.
In realtà il caso è molto ingarbugliato e il detective Bates dovrà affrontare varie avventure prima di venirne a capo.

## Collegamenti ad altre pellicole
- La sequenza più nota di Basic Instinct, vale a dire quella in cui Sharon Stone accavalla le gambe e rivela di non indossare biancheria intima, viene parodiata due volte nel film: la prima volta, quando Montana durante un interrogatorio accavalla le gambe e non si capisce se indossi o meno gli slip; la seconda volta con effetti più esilaranti: Dakota infatti, accavallando le gambe, dimostra di essere in realtà un uomo.
- La sequenza in cui il detective Bates e Montana si spalmano sui corpi ogni genere di cibo rimanda ad un'analoga sequenza presente in 9 settimane e ½, diretto da Adrian Lyne nel 1986.
- La sequenza in cui Montana brucia con la cera di una candela il corpo del detective Bates rimanda ad un'analoga sequenza presente in Body of Evidence - Corpo del reato, diretto da Uli Edel nel 1993.